# Supercopa Italiana de Voleibol Masculino de 2004
A Supercopa Italiana de Voleibol Masculino de 2004 foi a 9ª edição desta competição organizada pela Lega Pallavolo Serie A, consórcio de clubes filiado à Federação Italiana de Voleibol (FIPAV) que ocorreu em 12 de outubro.
O Sisley Volley conquistou seu quinto título da competição ao derrotar o Piemonte Volley por 3 sets a 0. O oposto italiano Alessandro Fei foi eleito o melhor jogador da partida.

## Regulamento
O torneio foi disputado em partida única.

## Equipes participantes
| Equipe          | Qualificação                                      |
| --------------- | ------------------------------------------------- |
| Sisley Volley   | Campeão do Campeonato e da Copa Itália de 2003–04 |
| Piemonte Volley | Vice-campeão da Copa Itália de 2003–04            |

## Resultado
| Data   | Hora  |               | Placar |                 | Set 1 | Set 2 | Set 3 | Set 4 | Set 5 | Total | Relatório |
| ------ | ----- | ------------- | ------ | --------------- | ----- | ----- | ----- | ----- | ----- | ----- | --------- |
| 12 out | 20:30 | Sisley Volley | 3–0    | Piemonte Volley | 25–19 | 27–25 | 25–15 |       |       | 77–59 | Relatório |

## Premiação
| Supercopa Italiana de 2004         |
| Vêneto                             |
| ---------------------------------- |
| Sisley Volley Campeão (5.º título) |